# Gare Pavlohrad-I
La gare Pavlohrad-I (en ukrainien : Павлоград I) est une gare ferroviaire ukrainienne située sur le territoire de l'oblast de Dnipropetrovsk.

## Histoire
La gare a été mise en service en 1873 et est reliée à Kharkiv, Moscou, Alexandrovsk, gare de Sébastopol et Saint-Pétersbourg. C'est plus tard que la voie vers Catherinoslav fut ouverte. Elle était donc un important centre ferroviaire.